# 来鹏
来鹏（？—883年），唐朝晚期诗人，豫章（今江西省南昌市）人。家住南昌东湖边，自称“乡校小臣”，以韩柳为师，工于诗文，屡试不第，后入福建观察使韦岫幕下。与李咸用友善。其诗思清丽，但多描写羁旅的落魄之感，也有一些自叹怀才不遇的愤世疾俗之作。有《来子》。《全唐诗》作来鹄，存其诗二十九首。